# Republica Ezo
Republica Ezo (蝦夷共和國 Ezo Kyōwakoku?) a fost un stat separatist de scurtă durată, înființat în 1869 pe insula Ezo, acum Hokkaido, de o parte a fostei armate a shogunatului Tokugawa la sfârșitul perioadei Bakumatsu din Japonia. Este remarcabil pentru că a fost primul guvern care a încercat să instituie democrația în Japonia, deși votul a fost permis doar castei samurailor. Republica Ezo a existat timp de 5 luni înainte de a fi anexată de noul Imperiu Japonez.

## Istorie
După înfrângerea lor în războiul Boshin , trupele shogunal conduse de amiralul Enomoto Takeaki au fugit și s-au stabilit pe insula Hokkaidō (Ezo). Sunt câteva mii de soldați și sunt însoțiți de ofițerul francez Jules Brunet , fost membru al misiunii franceze, responsabil pentru modernizarea armatei shogunului . Au fondat oficial republica Ezo pe25 decembrie 1868.
În timpul iernii următoare, are loc o fortificare a apărării din sudul peninsulei Hakodate . Sistemul de apărare este blocat de cetatea Goryōkaku și de Benten Daiba .
La rândul său, armata imperială japoneză și-a consolidat poziția la nord de insula Honshū și a adus încă șapte mii de oameni pentru a se pregăti pentru luptă. Forțele imperiale avansează rapid către Ezo, câștigă bătălia de la Golful Hakodate și apoi înconjoară Cetatea Goryōkaku. Enomoto Takeaki decide apoi să se predea30 iunie 1869.
Enomoto este luat prizonier; eliberat în 1872, a devenit ambasador în Imperiul Rus .

## Forțe armate
Trupele sunt organizate sub comanda franco-japoneză. Cei doi comandanți sunt Jules Brunet și Keisuke Ōtori . Trupele erau împărțite în patru brigăzi, fiecare comandată de un ofițer francez ( Fortant , Marlin , Bouffier , Cazeneuve ). Cele patru brigăzi sunt împărțite în opt demi-brigăzi, toate comandate de un ofițer japonez.

## Funcția și simbolurile
25 decembrie 1868, Republica Ezo se bazează pe modelul constituțional american . Teritoriul său include insula Hokkaidō (Ezo), capitala sa este orașul Hakodate și cetatea Goryōkaku. Enomoto Takeaki este ales sōsai , adică președintele Republicii și stăpânul războiului ( sōsai este cel mai înalt rang în artele marțiale din Japonia). Matsudaira Tarō ocupă rangul de vicepreședinte al acestei republici. Hijikata Toshizō ia primit funcția de ministru al forțelor armate.

### Componența guvernului
| Președinte                           | Enomoto Takeaki     |
| Vice presedinte                      | Matsudaira Tarō     |
| Ministru al marinei                  | Arai Ikunosuke      |
| Ministru al forțelor armate          | Ōtori Keisuke       |
| Ministrul adjunct al forțelor armate | Hijikata Toshizō    |
| Magistratul din Hakodate             | Nagai Naoyuki       |
| Asistentul magistratului Hakodate    | Nakajima Saburōsuke |
| Magistratul Esashi                   | Matsuoka Shirōjirō  |
| Asistentul magistratului Esashi      | Kosugi Masanoshin   |
| Magistratul de la Matsumae           | Hitomi Katsutarō    |
| Ministrul finanțelor                 | Enomoto Michiaki    |
| Comandant de nave de război          | Kōga Gengo          |
| Comandant de infanterie              | Furuya sakuzaemon   |